# Рео-сюр-Трефль
Рео-сюр-Трефль (фр. Réaux sur Trèfle) — муніципалітет у Франції, у регіоні Нова Аквітанія, департамент Приморська Шаранта. Рео-сюр-Трефль утворено 1 січня 2016 року шляхом злиття муніципалітетів Муен, Рео i Сен-Морис-де-Таверноль. Адміністративним центром муніципалітету є Рео. Населення — 782 особи (01.01.2021).